# Ursula von Dietze
Ursula von Dietze (* 12. Dezember 1925 in Rostock; † 5. April 1979 in Mainz) war eine deutsche Bibliothekarin. 

## Leben
Dietze war die Tochter des Volkswirtschaftlers Constantin von Dietze. Sie studierte Geschichte, Philosophie, Germanistik und evangelische Theologie in Freiburg, Basel und Göttingen, wo sie 1955 promoviert wurde. Von 1953 bis 1957 war sie wissenschaftliche Hilfsarbeiterin in der Bibliothek des Historischen Seminars der Universität Göttingen, ebenso am Max-Planck-Institut für Geschichte von 1957 bis 1959, bevor sie Bibliotheksreferendarin an der Universitätsbibliothek Göttingen wurde und 1961 ihre Fachprüfung ablegte. Im gleichen Jahr wurde sie Bibliotheksassessorin an der Landesbibliothek in Karlsruhe, wechselte aber zwei Jahre später an die Bibliothek der Technischen Hochschule. Ab 1965 war sie an der Stadtbibliothek Mainz tätig, wo sie mit der kommissarischen Leitung beauftragt war. 1966 wurde sie Direktorin der Stadtbibliothek Mainz. 

## Schriften
- Luxemburg zwischen Deutschland und Burgund (1383–1443), Göttingen 1955 (Göttingen, Univ., Diss., 1955).
- Bearb.: Jürgen Busch: Bibliographie zum Bibliotheks- und Büchereiwesen. Aus dem Nachlaß bearb. von Ursula von Dietze. Harrassowitz, Wiesbaden 1966.
- Mainz, Stadtbibliothek. In: Regionalbibliotheken in der Bundesrepublik Deutschland. Klostermann, Frankfurt am Main 1971, S. 204–208.
- Der Weg in die Vernichtung: 1933 bis 1945. In: Juden in Mainz. Stadtverwaltung, Mainz 1978, S. 84–90.
- Rheinland-Pfalz im Buch in Vergangenheit und Gegenwart; eine Bibliographie. Landesverband der Verleger und Buchhändler, Mainz 1979.